# Вороничі герба Павча

Герб Павча

Вороничі гербу Павча — українсько-польський шляхетський (магнатський) та російський дворянський рід.

## Історія
Родоначальник — волинський зем'янин Івашко Воронич — згадується наприкінці 15 століття як маєтний землевласник.
Василь Олександрович Воронич († 16 червня 1613 року, похований в церкві в Троянові) — київський земський писар (1610 рік), родоначальник однієї з гілок роду, серед представників якої був Ян Павло Воронич (1757 — 1829, похований на Вавелю) — канонік Київський, біскуп Краківський, архібіскуп Варшавський, сенатор і примас Королівства Польського. Ця гілка внесена до VI та I частин родовідної книги Волинської губернії.
Інша гілка походить від Матвія Воронича — Стародубського міського писаря, що отримав від короля Польщі Сигізмунда III Вази маєтки в Стародубському повіті. Ця гілка внесена до I частини родовідної книги Мінської губернії.
Інша гілка походить від ротмістра Олександра Воронича, що володів маєтками у Київському та Троцькому воєводствах. Вона внесена до I частини родовідних книг Віленської та Ковенської губерній.

## Представники
- Ян Павло Воронич
- Никодим Казимир Воронич — суддя київський, кам'янецький, староста остерський, дружина — Йоанна Потоцька гербу Любич
- Олександр Костянтин Воронич — підкоморій київський